# Maizicourt
Maizicourt – miejscowość i gmina we Francji, w regionie Hauts-de-France, w departamencie Somma.
Według danych na rok 1990 gminę zamieszkiwało 189 osób, a gęstość zaludnienia wynosiła 33 osoby/km² (wśród 2293 gmin Pikardii Maizicourt plasuje się na 808. miejscu pod względem liczby ludności, natomiast pod względem powierzchni na miejscu 809.).